# Ancora tu/Dove arriva quel cespuglio
Ancora tu/Dove arriva quel cespuglio è il 18º singolo di Lucio Battisti, pubblicato nel febbraio 1976 dalla casa discografica Numero Uno.

## Tracce
Entrambi i brani sono di Battisti-Mogol.
Lato A
1. Ancora tu – 4:43

Lato B
1. Dove arriva quel cespuglio – 4:09

## Brani

### Ancora tu
A circa tre anni dal suo ultimo successo, Il nostro caro angelo, Lucio Battisti torna in vetta alle classifiche con Ancora tu, uno dei suoi brani di maggior successo commerciale, che diventa in breve uno dei più ballati nelle discoteche d'Italia. Le sue sonorità si ispirano infatti alla disco music, che proprio in questo periodo si sta diffondendo dagli Stati Uniti all'Europa. Al ritmo battente e ripetitivo, che emula i canoni che l'anno successivo saranno dettati dal fenomeno della musica disco, Battisti tenta di unire la componente melodica tipica della canzone italiana: nel complesso la liricità e leggerezza della melodia ne fanno un brano solo fino ad un certo punto ballabile, per quanto orecchiabile. Battisti continuerà a sperimentare la possibilità di un innesto tra disco music e canzone italiana con i successi degli anni seguenti, su tutti Una donna per amico.
Il testo della canzone ha per protagonisti due ex fidanzati, che si incontrano per caso qualche tempo dopo essersi lasciati. La conversazione tra i due è inizialmente fredda e impacciata (aspetto enfatizzato anche dall'interpretazione vocale di Battisti, che nei primi versi, anziché cantare, parla - quasi sottovoce - privando la voce di qualsiasi tonalità). Dopo i convenevoli e le domande di rito («e come stai?»; «ho solo ripreso a fumare»; ecc.), la conversazione si fa più intima, e nonostante l'iniziale indifferenza di lui («ancora tu / non mi sorprende lo sai») e qualche colpa che lei ha da farsi perdonare («l'incorreggibile») entrambi capiscono che la passione tra loro non è mai venuta meno («ho fame anch'io / e non soltanto di te»); infine il protagonista si convince definitivamente di tornare insieme alla sua ex («disperazione e gioia mia / sarò ancora tuo / sperando che non sia follia / ma sia quel che sia»).
Ancora tu ha la forma di un dialogo cantato, dove Battisti interloquisce con la sua partner; la forma del dialogo era già stata usata da Battisti in altre sue canzoni (Le tre verità, Sognando e risognando, Gente per bene e gente per male, Le allettanti promesse). In questo caso tuttavia c'è un'innovazione: la donna infatti non interviene mai direttamente nella conversazione, per quanto la sua partecipazione sia chiaramente percepibile dalle domande che il cantante le rivolge e alle quali egli stesso risponde, anticipando e prevedendo le reazioni dell'interlocutrice.
La canzone apre e chiude l'album La batteria, il contrabbasso eccetera; infatti come ultima traccia dell'album venne inserita una ripresa di Ancora tu, un semplice frammento acustico voce e chitarra di appena mezzo minuto, intitolato "Ancora tu (coda)".
Nel 1975 il regista Ruggero Miti realizzò il videoclip relativo al brano Ancora tu, probabilmente il primo realizzato in Italia. Nel video si vede Lucio Battisti correre tra le pozzanghere presso il lago di Alserio, stessa location dove Cesare Montalbetti scattò la fotografia di copertina dell'album Lucio Battisti, la batteria, il contrabbasso, eccetera. Il video, concepito inizialmente per una rubrica del TG2, non fu trasmesso se non nella primavera del 1998 all'interno della rubrica televisiva Canzoni segrete di Michele Bovi.
La canzone ebbe un certo successo anche all'estero, in particolare in Spagna, nella trasposizione in castigliano intitolata De nuevo tú e tradotta da Carlos Ramón Amart per conto di Battisti e Mogol, incisa da Battisti nel 1976 e reinterpretata nel 1987 dalla meteora dell'italo disco Betty Villani. Nel 1979 venne tradotta da Frank Musker in lingua inglese con il titolo di Baby, It's You, interpretata da Battisti e pubblicata come singolo esclusivamente in Gran Bretagna (con il lato B Lady, traduzione di Donna selvaggia donna, dall'album Una donna per amico).
Ancora tu venne scritta durante un viaggio sulla Interstate 5, l'autostrada che attraversa tutta la California e la collega con Messico e Canada, e per questo fu inizialmente intitolata San Diego Freeway.
Curiosità: le parti di chitarra suonate in Ancora Tu sono di Ivan Graziani.
La canzone, più precisamente le parole "come stai? / domanda inutile", è citata nel brano Imbranato di Tiziano Ferro.

## Riscontro
Raggiunse il primo posto della classifica italiana subito e senza passare per l'anticamera della hit parade, allora chiamata dischi caldi; fu il 45 giri più venduto dell'anno, e occupò la massima posizione per più di tre mesi a partire dal marzo del 1976. Anche il 33 giri Lucio Battisti, la batteria, il contrabbasso, eccetera rimane al primo posto in classifica per molte settimane.

### Cover
- 1979 - Justine and the Victorian Punks singolo con il titolo di Still You, testo di Colette (Colette is Dead Co. Ltd – Justine); album del 2010 Love of Life Orchestra (DFA – DFA2229)
- 1983 - Marcella Bella negli album Nell'aria 1983 (CBS – CBS 25477) e Canta Battisti del 1990 (CBS – CBS 466641 1)
- 1993 - Formula 3 25 anni di Lucio Battisti visto da noi (RCA Italiana – 74321-17295-2)
- 1993 - Paola Turci Ragazze (RCA – 74321 13621-2)
- 1996 - Cristiano Malgioglio e Maria Schneider Señor Battisti (Solomusicaitaliana – 486877-4)
- 1996 - Rivale Con tutto l'amore che c'è (Danny Rose – DNR 480404 2)
- 1998 - Banda Milord Battisti latino (Tro Tro – TRCD 01)
- 1999 - Stefania Caracciolo Le canzoni per Mina e Celentano-2
- 1999 - Stefania Francabandiera (Le canzoni con Battisti-2)
- 2001 - The Married Monk Rocky (Ici d'Ailleurs – IDA 012)
- 2007 - Mariastella Io Battisti, lo canto così
- 2008 - 4 Fiori per Zoe Tredici cose che dovrei dirti (Garrincha Dischi – GARR002)
- 2014 - Róisín Murphy EP (The Vinyl Factory – VF 104); album Mi senti DeLuxe (The Vinyl Factory – VF104 (2))
- 2018 - Mina nel doppio album Paradiso (Lucio Battisti Songbook) (Warner Music Italy – 5054197031427)

### Dove arriva quel cespuglio
Il lato B, dal ritmo molto incalzante, parla di una giovane coppia che progetta di costruire una casa. Venne anch'essa tradotta e interpretata in spagnolo da Battisti, con il titolo di Donde llega aquella zarza.

#### Cover
- Verderame (Il nostro caro... album, 2008)[6]